# فيكتور الفييري
فيكتور الفييري هو ممثل إيطالي وأمريكي، ولد في 30 يوليو 1971 بروما في إيطاليا.

## أعمال

### أفلام
- (2009) ملائكة وشياطين[2]

## وصلات خارجية
- فيكتور الفييري على موقع IMDb (الإنجليزية)
- فيكتور الفييري على موقع ألو سيني (الفرنسية)
- فيكتور الفييري على موقع أول موفي (الإنجليزية)
- فيكتور الفييري على موقع قاعدة بيانات الأفلام السويدية (السويدية)
- فيكتور الفييري على موقع قاعدة بيانات الفيلم (الإنجليزية)
- فيكتور الفييري على موقع كينوبويسك (الروسية)